# Bill Doran
Pour les articles homonymes, voir Doran.
William Donald Doran (né le 28 mai 1958 à Cincinnati, Ohio, États-Unis) est un ancien joueur de la Ligue majeure de baseball ayant joué pour les Astros de Houston de 1982 à 1990, pour les Reds de Cincinnati de 1990 à 1992 et les Brewers de Milwaukee en 1993.
Joueur de deuxième but pour les Astros de Houston pendant la majeure partie des années 1980, Bill Doran fait partie de l'équipe des Reds gagnante de la Série mondiale 1990. Il est instructeur chez les Reds en 2001, puis de 2005 à 2007 chez les Royals de Kansas City, dont il est le gérant par intérim pour 10 matchs en fin de saison 2006. Depuis 2007, Doran occupe des fonctions au sein du réseau de clubs affiliés aux Reds de Cincinnati dans les ligues mineures.

## Carrière de joueur

### Astros de Houston
Joueur des RedHawks de l'université Miami en Ohio, Bill Doran est repêché au 6e tour de sélection par les Astros de Houston en juin 1979. Il passe avec les Astros la majorité d'une carrière entreprise le 6 septembre 1982, date de son premier match dans le baseball majeur. Membre du club jusqu'en 1990, il dispute 1 165 parties pour Houston, récoltant 1 139 coups sûrs, 69 circuits, 404 points produits, 611 points marqués, en plus de maintenir une moyenne au bâton de ,267 et de réussir 191 vols de buts.
Il joue sa première saison complète en 1983 et termine 5e du vote désignant la recrue de l'année de la Ligue nationale. De 1985 à 1987, il est chaque fois considéré, bien que marginalement, au titre de joueur par excellence de la Ligue nationale, terminant 21e, 11e et 18e, respectivement, du vote de fin d'année. Il réussit 42 buts volés en 1986 et aide les Astros à remporter le titre de leur division. Il frappe un coup de circuit dans le 3e match de la Série de championnat 1986 de la Ligue nationale face aux Mets de New York. En 1987, il dispute les 162 parties de la saison régulière des Astros et connaît sa meilleure saison en offensive : 177 coups sûrs, 16 circuits, 82 points marqués, 79 points produits et moyenne au bâton de ,283.

### Reds de Cincinnati
Le 30 août 1990, les Astros cèdent Bill Doran aux Reds de Cincinnati une journée après que le vétéran eut invoqué sa clause de non-échange pour bloquer son transfert aux Mets de New York. Houston reçoit des Reds le lanceur gaucher des ligues mineures Butch Henry, le receveur Terry McGriff et un lanceur droitier qui n'atteindra pas les majeures, Keith Kaiser. 
Avec le club de sa ville natale, Doran complète une brillante saison 1990 où il frappe pour ,300 avec 23 buts volés en 126 matchs. Sa moyenne de présence sur les buts de ,411 est la 5e meilleure de la Ligue nationale. Il ressent cependant des douleurs au dos le jour du match qui assure aux Reds le premier rang de la division Ouest et est quelques jours plus tard opéré pour une hernie discale ce qui le contraint à assister du banc des joueurs au triomphe de Cincinnati en Série mondiale 1990.

### Brewers de Milwaukee
En janvier 1993, après un peu plus de deux saisons complètes à Cincinnati, le contrat de Doran est vendu par les Reds aux Brewers de Milwaukee. De plus en plus handicapé par les blessures, le vétéran joue pour Milwaukee les 28 derniers matchs de sa carrière en 1993

### Palmarès
Bill Doran a disputé 1 453 matchs en 12 saisons dans le baseball majeur. Il compte 1 366 coups sûrs, dont 220 doubles, 39 triples et 84 circuits, 209 buts volés, 727 points marqués et 497 points produits. Sa moyenne au bâton en carrière s'élève à ,266 et son pourcentage de présence sur les buts à ,354. À quatre reprises (en 1983, 1986, 1987 et 1990), il se classe dans le top 10 de la Ligue nationale pour les buts-sur-balles,,,. Jamais invité au match des étoiles, il est reconnu pour avoir offert aux Astros de Houston plusieurs solides saisons durant les années 1980 et avoir été le meilleur deuxième but de l'histoire de la franchise jusqu'à l'émergence de Craig Biggio. Ce dernier, éventuellement élu au Temple de la renommée du baseball, est au départ receveur mais se distinguera au deuxième but. Au camp d'entraînement de 1992, il fait appel à Doran, devenu membre des Reds, pour lui offrir des leçons privées et lui enseigner le jeu au deuxième coussin.

## Carrière d'instructeur
En 1995, Bill Doran retourne chez les Reds de Cincinnati où il est instructeur dans les ligues mineures jusqu'en 1999, puis promu aux postes de directeur du développement des joueurs et assistant au directeur-gérant Jim Bowden. En novembre 2000, il est engagé comme instructeur au niveau majeur et est l'instructeur de premier but du club durant la saison 2001, décevante campagne pour Cincinnati à l'issue de laquelle son contrat n'est pas reconduit.
Doran est instructeur de premier but des Royals de Kansas City en 2005 puis instructeur de banc aux côtés du gérant Buddy Bell en 2006 et 2007. Dans les derniers jours de septembre et au début d'octobre 2006, il est gérant par intérim des Royals lorsque Bell s'absente pour des raisons médicales. Après avoir vu les Royals perdre leurs 5 premiers matchs, Doran gagne 4 des 5 suivants pour terminer avec une fiche de 4 victoires et 6 défaites comme gérant du club.
En novembre 2007, il revient chez les Reds de Cincinnati, cette fois comme coordonnateur des joueurs d'avant-champ et de la course autour des buts dans les ligues mineures, des fonctions qu'il occupe toujours en 2015.